# Novo Tempo (Timóteo)
Novo Tempo é um bairro do município brasileiro de Timóteo, no interior do estado de Minas Gerais. Localiza-se no distrito-sede, estando situado na Regional Sudoeste. Segundo o censo demográfico de 2022, realizado pelo Instituto Brasileiro de Geografia e Estatística (IBGE), sua população era de 3 787 habitantes e havia 1342 domicílios particulares permanentes ocupados.
De acordo com o IBGE, em 2010 a população era de 4 558 habitantes e havia 1 329 domicílios particulares.
A área e a população incluem o bairro vizinho Bandeirantes, que é identificado pela prefeitura, porém não consta como um bairro independente pelo censo demográfico de 2010.

## História e descrição

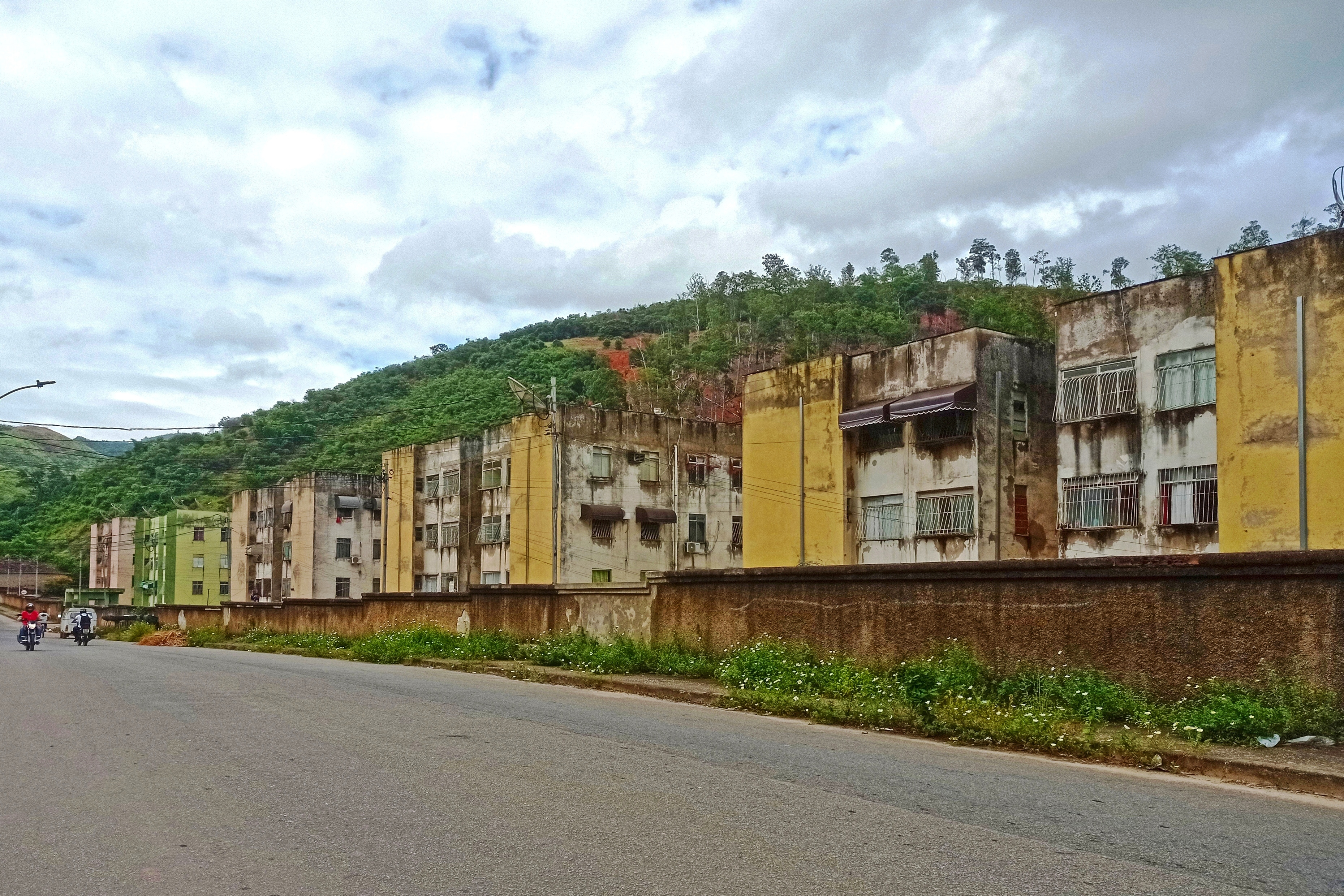
Prédios residenciais no bairro

O bairro surgiu na década de 1990. Segundo o IBGE, possui uma área considerada como favela e comunidade urbana, que tinha 1 059 habitantes em 2022. A incidência de criminalidade é considerável.
A localidade é atendida por uma unidade básica de saúde e uma escola pública da rede municipal, que fornece a educação infantil e o ensino fundamental. Outro marco do bairro é o campo do Novo Tempo, local usado para a prática esportiva desde a década de 1980. Possui vestiário, instalações hidrossanitárias e espaço para cantina e recorrentemente é usado para partidas dos principais campeonatos de futebol amador de Timóteo.